# Emilio Polli
Emilio Polli (Milán, 10 de abril de 1901-Milán, 30 de enero de 1983) fue un nadador y waterpolista italiano especializado en los estilos libre y espalda. Representó a Italia en los Juegos Olímpicos de París 1924 y Ámsterdam 1928. Fue campeón nacional de Italia en 25 ocasiones (14 de ellas en pruebas individuales) y ganó un total de 74 medallas en competiciones internacionales. Su carrera se desarrolló principalmente en las décadas de 1920 y 1930, periodo en el que llegó a ser considerado una de las figuras más destacadas de la natación italiana. Se le reconoce además por introducir en Italia una variante del estilo crol inspirada en las técnicas americanas, siendo citado como un «pionero del crol europeo».
Es recordado en la historiografía deportiva italiana como uno de los atletas más representativos de su deporte en la primera mitad del siglo xx, tanto por sus resultados como por sus aportes técnicos al estilo de nado.

## Biografía y trayectoria

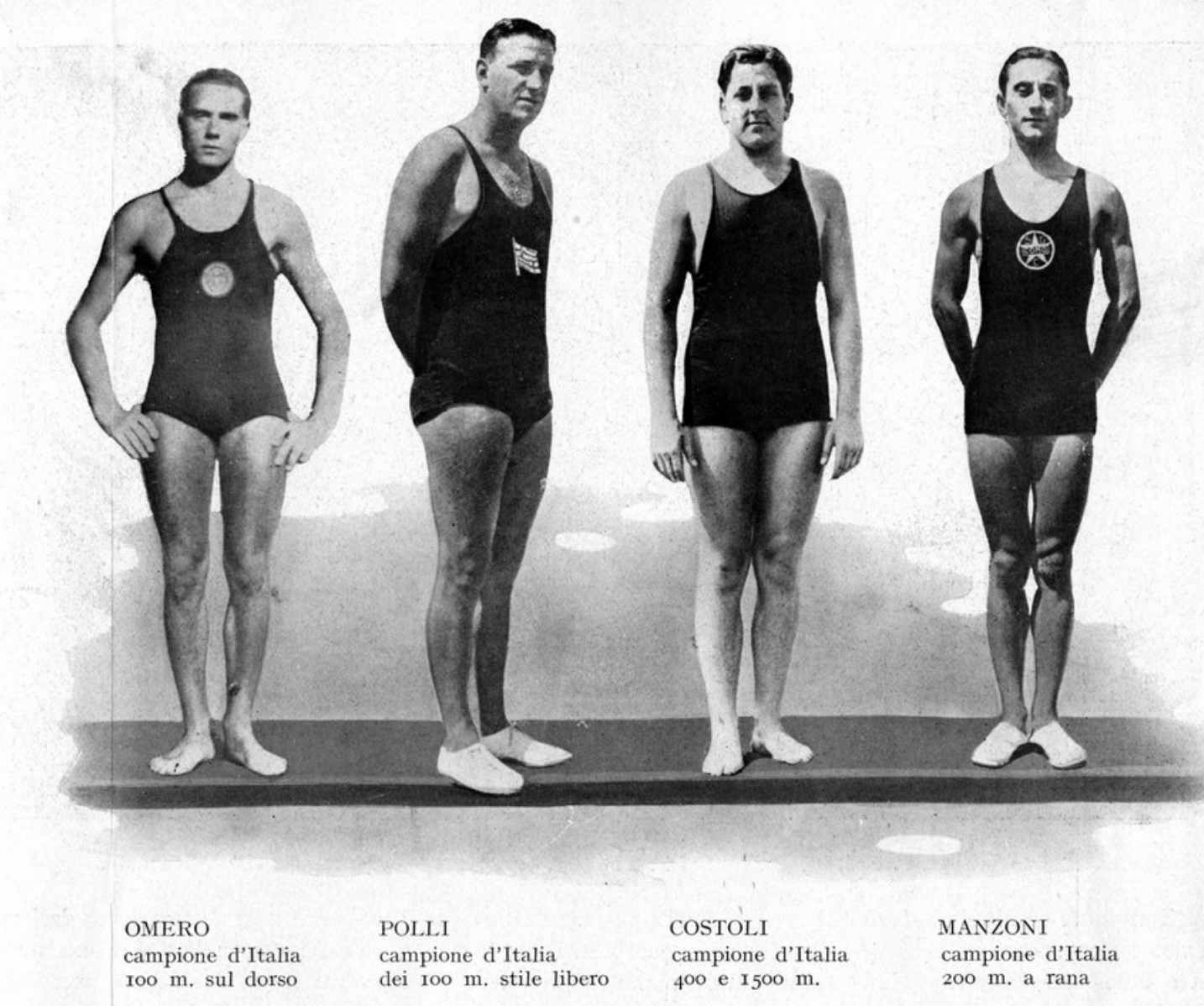
Polli en el Campeonato Italiano de Natación en Roma, 1929.

Nació en Milán en 1901. Inició la práctica de la natación a los cinco años bajo la guía de su padre, quien lo inscribió en la federación de natación de Como. Posteriormente compitió en el club Società Canottieri Milano, con el que logró la mayoría de sus éxitos deportivos.
Entre 1924 y 1938 conquistó 25 campeonatos italianos de natación, obteniendo títulos nacionales en distancias de 50 m y 100 m estilo libre, 200 m estilo libre, 100 m espalda y varias pruebas de relevos. Por estas actuaciones, fue considerado el nadador más fuerte de Italia hasta los años 1930. Participó también en los primeros Campeonatos de Europa de Natación, celebrados en Budapest en 1926.
A nivel olímpico, formó parte del equipo italiano en dos ediciones de los Juegos Olímpicos: París 1924 y Ámsterdam 1928. En París 1924 compitió en el relevo 4×200 m libre, aunque no avanzó a la final, y en 100 m espalda, pero no nadó en la serie. En Ámsterdam 1928 nadó en 100 m libre y de nuevo en el relevo 4×200 m libre, aunque el relevo italiano fue descalificado. No obtuvo medallas olímpicas, pero su presencia en dos Juegos contribuyó a elevar el perfil internacional de la natación italiana de la época.
Tras la muerte de su padre, Polli abandonó la competición para dedicarse a dirigir la empresa familiar de conservas alimenticias en Milán. Falleció allí, en 1983, a los 81 años de edad.

## Palmarés
- Campeón de Italia (25 títulos): 50 m libre (3 veces), 100 m libre (7), 200 m libre (1), 100 m espalda (3) y varias pruebas de relevos.[14][3]
- Otros logros: Más de 70 medallas en competiciones internacionales, según registros históricos.[3]

### Distinciones
- Galardonado con la Stella d’oro al merito sportivo y el Collare d’oro al merito sportivo del CONI, reconocimientos oficiales por sus méritos deportivos.[3]